# Илатовский, Алексей Валентинович
Алексей Валентинович Илатовский (21 февраля 1975) — российский футболист, выступавший на позиции полузащитника. Сыграл два матча в высшей лиге России.

## Биография
На взрослом уровне начал выступать в 1993 году в дубле челнинского «КАМАЗа», всего за четыре следующих сезона сыграл в его составе 88 матчей. В первой команде «КАМАЗа» дебютировал 22 июля 1995 года в матче высшей лиги против «Крыльев Советов», выйдя на замену в перерыве вместо Виталия Миленина. В 1996 году принял участие в ещё одном матче высшей лиги, также против «Крыльев Советов». В 1997 году выступал за «Электрон» из Вятских Полян, а в 1998 году — за «Девон» из Альметьевска. После вылета «КАМАЗа» из высшей лиги сыграл в его составе ещё 16 матчей в первом и втором дивизионах.
В 2000 году играл за любительский клуб «Турбина» (Набережные Челны) в Первенстве КФК. В 2001 году выступал во Втором дивизионе за димитровградскую «Ладу-Энергию». В конце карьеры несколько лет выступал за «Факел» из Набережных Челнов. В 2005 году стал победителем первой лиги чемпионата Татарстана и признан лучшим полузащитником турнира.
Принимает участие в матчах ветеранов в составе команд Татарстана.